# Südlicher Drömling
Der Südliche Drömling ist ein Naturschutzgebiet in den niedersächsischen Gemeinden Danndorf und Grafhorst in der Samtgemeinde Velpke im Landkreis Helmstedt. Das Naturschutzgebiet liegt im wenig besiedelten Niederungsgebiet des Drömlings. 

## Allgemeines
Das Naturschutzgebiet mit dem Kennzeichen NSG BR 158 ist rund 602 Hektar groß. Rund 479 Hektar liegen innerhalb des 4.224,26 Hektar großen FFH-Gebietes „Drömling“, sowie rund 560 Hektar innerhalb des 4.219 Hektar großen Vogelschutzgebietes „Drömling“. 99,15 Hektar im Bereich des Allerauenwaldes sind seit 2011 als Naturwaldreservat ausgewiesen. Das Gebiet grenzt im Südwesten an das Naturschutzgebiet „Wendschotter und Vorsfelder Drömling mit Kötherwiesen“, im Osten an das in Sachsen-Anhalt liegende Naturschutzgebiet „Ohre-Drömling“, im Norden an das Naturschutzgebiet „Nördlicher Drömling“ sowie nach Nordwesten und im Süden an das Landschaftsschutzgebiet „Drömling“. Das bisherige, 94,7 Hektar große Naturschutzgebiet „Allerauenwald im Drömling“ sowie Teile des Landschaftsschutzgebietes „Drömling“ sind im Naturschutzgebiet „Südlicher Drömling“ aufgegangen. Das Gebiet steht seit dem 25. Juli 2018 unter Naturschutz. Zuständige untere Naturschutzbehörde ist der Landkreis Helmstedt.

## Beschreibung
Das Naturschutzgebiet liegt östlich von Wolfsburg innerhalb des Projektgebietes des von November 2002 bis Ende Oktober 2012 durchgeführten Naturschutzgroßprojekts Niedersächsischer Drömling, das u. a. die Wiederherstellung bzw. Sicherung feuchter Grünländer und Reaktivierung der Auendynamik der Aller im Allerauenwald in der ausgedehnten Feuchtgebietsniederung des Drömlings zum Ziel hatte.
Im Naturschutzgebiet sind im Westen überwiegend bewaldete Flächen, an die sich Grünlandbereiche anschließen und in die stellenweise Grünländer eingebettet sind, sowie im Osten ausgedehnte Grünlandbereiche zu finden. Die artenreichen Grünländer werden vielfach als Mähwiesen genutzt. Teilweise sind Feucht- und Nasswiesen ausgeprägt. Weiterhin sind feuchte Hochstaudenfluren, Seggenriede und Röhrichte zu finden. Kleinflächig sind im östlichen Bereich des Naturschutzgebietes auch ackerbaulich genutzte Flächen vorhanden.
Wälder und Grünländer werden überwiegend extensiv bewirtschaftet. Die im Südwesten liegenden Uhlenhorstwiesen und der im Nordosten liegenden Kiefholzwiesen dürfen zum Schutz von Wiesenvögeln nicht vor dem 1. Juni eines Jahres gemäht werden. Insbesondere die Uhlenhorstwiesen sind von zahlreichen, artenreichen Gräben durchzogen.
Die Wälder im Westen werden von Bruch- und Auwäldern mit Erlen-Eschen-Wäldern, Erlen-Bruch- und Sumpfwäldern, Hartholzauwäldern und feuchten Eichen-Hainbuchenwäldern gebildet. Auf trockeneren Standorten stocken auch Hainsimsen-Buchenwälder. Die Wälder im Naturschutzgebiet sind überwiegend naturnah ausgebildet. Im Bereich des Allerauenwaldes südlich der Aller dominiert ein Hartholzauwald mit hohem Anteil an Stieleiche und Flatterulme. Dazu gesellen sich Erlen- und Eschenauwälder mit Schwarzerle, Gemeiner Esche, Silber- und Bruchweide sowie Eichen-Hainbuchenwälder. Der Auwald verfügt über einen hohen Altholzanteil und eine teilweise sehr gut ausgeprägte Strauchschicht. Der Allerauenwald ist als Naturwald ausgewiesen und wird seiner natürlichen Entwicklung überlassen. Im Rahmen des Naturschutzgroßprojektes Niedersächsischer Drömling wurde der Auwald 2008 durch teilweise Abtragung der Allerverwallung wieder an die Flussdynamik angeschlossen.
In den verschiedenen Biotopen des Naturschutzgebietes sind zahlreiche Vogelarten heimisch. So kommen u. a. Schwarzstorch, Kranich, Schwarz- und Rotmilan, Rohrweihe, Wespenbussard, Baumfalke, Wachtelkönig, Großer Brachvogel, Bekassine, Kiebitz, Waldschnepfe, Waldwasserläufer, Löffel-, Spieß-, Knäk- und Krickente, Tüpfelsumpfhuhn, Wasserralle, Schwarz-, Grau- und Mittelspecht, Wachtel, Neuntöter, Pirol, Nachtigall, Schafstelze, Sperbergrasmücke, Braunkehlchen, Gartenrotschwanz, Schilfrohrsänger und Rohrschwirl vor. Der Weißstorch nutzt die Grünländer als Nahrungshabitat. Das Gebiet ist Lebensraum von Fischotter und Biber. In der Aller und den Grabensystemen der Grünländer sind Schlammpeitzger und Bitterling sowie verschiedene Großmuscheln heimisch. Amphibien sind u. a. durch Kammmolch, Laubfrosch, Moorfrosch, Kreuzkröte und Knoblauchkröte vertreten.
Durch insbesondere im Winterhalbjahr vorkommende Überflutungen ist das Naturschutzgebiet ein wertvolles Rastgebiet für ziehende Wasser- und Watvogelarten.
Das Naturschutzgebiet wird im Nordwesten vom begradigten Verlauf der Aller begrenzt. Im Osten grenzt es an die Landesgrenze nach Sachsen-Anhalt. Zwischen Rühen und Grafhorst quert die Bundesstraße 244 das Naturschutzgebiet. Die Kiefholzwiesen werden außerdem von der ehemaligen Bahnstrecke Wittingen–Oebisfelde gequert. Im Südwesten grenzt das Naturschutzgebiet an weitere Wälder (Rieden und Teufelsküche), im Süden schließen sich landwirtschaftliche Nutzflächen an. Im äußersten Südosten grenzt das Naturschutzgebiet an die Ortslage von Grafhorst.